# Foxy Lady (album)
Foxy Lady − ósmy solowy album amerykańskiej piosenkarki Cher. Został wydany 10 lipca 1972 roku nakładem wytwórni Kapp. Przy produkcji albumu z Cher współpracowali Snuff Garrett oraz Sonny Bono.
Po wydaniu Foxy Lady został dobrze przyjęty przez krytyków, ale w przeciwieństwie do poprzedniego albumu Gypsys, Tramps & Thieves, osiągnął jedynie umiarkowany sukces w sprzedaży i na listach przebojów. 
Album promowały dwa single „Living in a House Divided”, który osiągnął dwudziestą drugą pozycję w notowaniu Billboard Hot 100 i „Don't Hide Your Love”.

## Lista utworów
| Pierwsza strona | Pierwsza strona                              | Pierwsza strona | Pierwsza strona |
| Nr              | Tytuł utworu                                 | Autorzy         | Długość         |
| --------------- | -------------------------------------------- | --------------- | --------------- |
| 1.              | „Living in a House Divided”                  | Tom Bahler      | 2:57            |
| 2.              | „It Might as Well Stay Monday (From Now On)” | Bodie Chandler  | 3:00            |
| 3.              | „Song for You”                               | Leon Russell    | 3:14            |
| 4.              | „Down, Down, Down”                           | Leon Russell    | 2:53            |
| 5.              | „Don't Ever Try to Close a Rose”             | Ginger Greco    | 2:45            |
|                 |                                              |                 | 14:49           |

| Druga strona | Druga strona           | Druga strona                   | Druga strona |
| Nr           | Tytuł utworu           | Autorzy                        | Długość      |
| ------------ | ---------------------- | ------------------------------ | ------------ |
| 1.           | „The First Time”       | Sonny Bono                     | 3:10         |
| 2.           | „Let Me Down Easy”     | John Simon, Al Stillman        | 2:29         |
| 3.           | „If I Knew Then”       | Bob Stone                      | 2:34         |
| 4.           | „Don't Hide Your Love” | Neil Sedaka, Howard Greenfield | 2:50         |
| 5.           | „Never Been to Spain”  | Hoyt Axton                     | 3:27         |
|              |                        |                                | 14:30        |

## Notowania
| Notowanie (1972)                  | Najwyższa pozycja |
| --------------------------------- | ----------------- |
| Kanada (Canadian Albums)          | 39                |
| Stany Zjednoczone (Billboard 200) | 43                |